# Traianos Dellas
Traianos Dellas (griechisch Τραϊανός Δέλλας, griechische Aussprache [trajaˈnɔs̺ ˈðɛlas̺], * 31. Januar 1976 in Thessaloniki) ist ein ehemaliger griechischer Fußballspieler und jetziger -trainer.

## Spielerkarriere
Dellas, der Koloss von Rhodos, wie er aufgrund seiner Größe von 1,96 m in Anspielung auf eines der Weltwunder der Antike genannt wurde, nahm mit der griechischen Nationalmannschaft an der Europameisterschaft 2004 in Portugal teil. Er erzielte im Halbfinale gegen Tschechien in  der 15-minütigen Verlängerung ein Kopfballtor (105. + 1), das zum 1:0 und damit Griechenland ins Endspiel führte. Dieses Tor war gleichzeitig das erste und auch letzte Silver Goal der EM-Geschichte. Er gewann mit den Griechen zudem das Finale, in dem er durchspielte und Europameister wurde. Dellas wurde ins All-Star-Team der EM gewählt.
Der Abwehrspieler durfte nach dem Bekanntwerden des Wechsels von Perugia zur AS Rom, durch den Präsidenten Perugias veranlasst, acht Monate nicht mehr spielen. Mit der geringen Spielpraxis aus den niederen Ligen konnte er sich bei der AS Rom nicht durchsetzen. Sein Trainer Fabio Capello ließ ihn nur selten auflaufen und er erhielt viele Gelbe und Rote Karten. Erst in der Saison 2002/03 besserte sich seine Form stetig. Otto Rehhagel, der Trainer der griechischen Nationalmannschaft, nominierte ihn für die Qualifikationsspiele der Griechen zur Euro 2004, bei der Dellas auf der Position eines klassischen Libero eine herausragende Endrunde spielte.
Beim Konföderationen-Pokal 2005 war der Abwehrchef der Griechen nicht dabei. Er unterzog sich wegen Schmerzen am Ischiasnerv einer Rückenoperation.
Nach dem Confed-Cup kehrte er 2005 in seine Heimat Griechenland zurück und unterschrieb einen Vertrag bei AEK Athen.
Dellas gehörte zum Kader der Griechen für die Fußball-Europameisterschaft 2008 in Österreich und der Schweiz, wo er in allen drei Gruppenspielen zum Einsatz kam, jedoch schieden die Griechen enttäuschend als Titelverteidiger in der Vorrunde aus.
Im Sommer 2008 wechselte er zum zypriotischen Erstligisten Anorthosis Famagusta. Zuvor wurde sein Vertrag mit AEK Athen aufgelöst. Er unterschrieb einen Zwei-Jahres Kontrakt bei Famagusta. 
Vor der Saison 2010/11 wechselte Dellas zu AEK Athen, um seine Karriere dort zu beenden.

## Trainerkarriere
Dellas trat die Nachfolge von Ewald Lienen als Trainer bei AEK Athen an, nachdem dieser zwei Spieltage vor Saisonende am 9. April 2013 entlassen worden war. Am 20. Oktober 2015 trat er nach einer 0:4-Niederlage beim Erzrivalen Olympiakos Piräus von diesem Posten zurück, um anschließend einen Vertrag bei Atromitos Athen zu unterschreiben. Hier arbeitete er bis zum 19. September 2016 und war dann knapp anderthalb Jahre ohne Verein, ehe ihn im Januar 2018 Panetolikos verpflichtete. Dort endete sein Vertrag im Sommer 2019. Er ist seitdem vereinslos.